# مالوشاریپوو
مالوشاریپوو (انگلیسی: Malosharipovo) یک شهرک در شهرستان ملئوزوفسکی استان باشقیرستان کشور روسیه است.